# Tsantsa

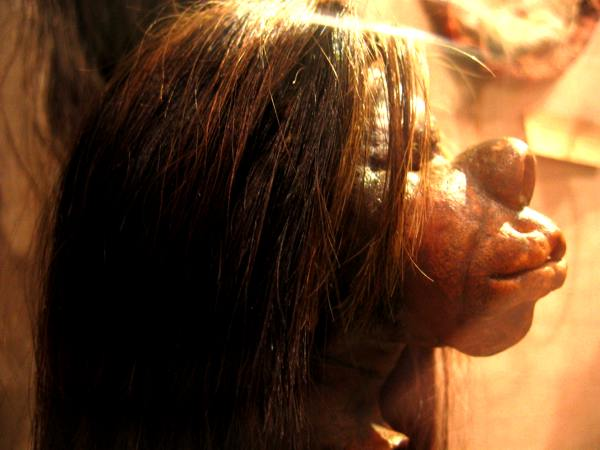
Tsantsa originaria della regione superiore del Rio delle Amazzoni, esposta al Pitt Rivers Museum, Oxford

Le tsantsa, dette anche teste rimpicciolite, sono teste umane preparate in modo particolare, usate a scopo apotropaico, rituale, o commerciale.
Le tsantsa più note sono preparate dagli indigeni della Melanesia e del bacino del Rio delle Amazzoni, o da europei o euro-americani allo scopo di ricreare questa pratica. In Amazzonia, i soli popoli noti per preparare tsantsa sono gli Shuar, Achuar, Huambisa e Aguaruna, collettivamente noti come Shuar dell'Ecuador e del Perù.

## Preparazione

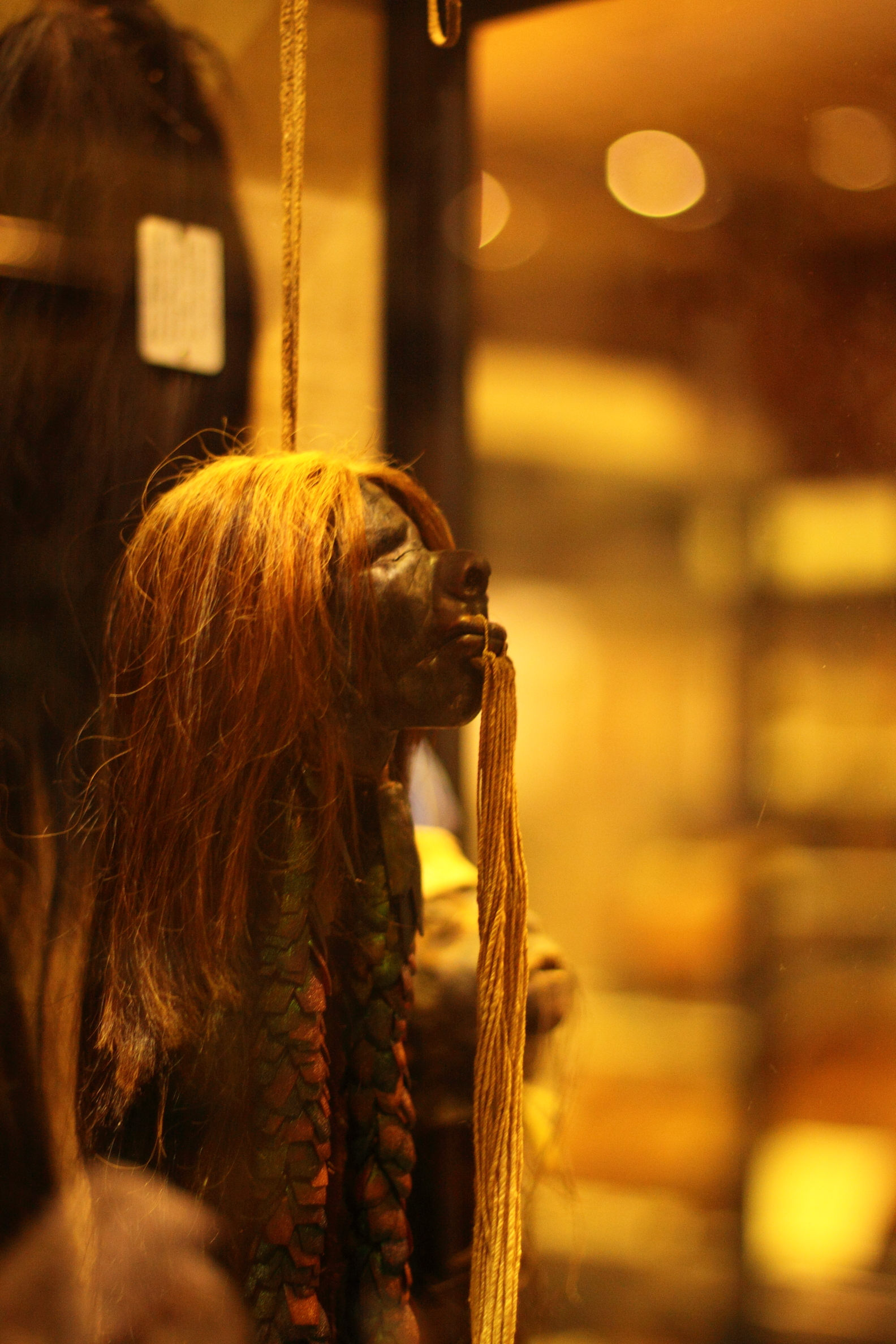
Tsantsa in mostra presso il Pitt Rivers Museum, Oxford

Il procedimento per la preparazione delle tsantsa inizia con l'asportazione del teschio. Con un coltello di bambù, si pratica un'incisione verticale dalla base del collo fino al vertice della testa, facendo attenzione a non danneggiare i capelli. Si scolla la cute dal cranio facendo particolare attenzione al viso. Scollata la cute, il cranio viene gettato via. Si rovescia la testa e si cuciono dall'interno le palpebre. Si rovescia di nuovo la pelle e si cuciono le labbra con lunghe fibre. A questo punto si pone a bollire la testa in acqua contenente cortecce ricche di tannino. La pelle comincia a raggrinzirsi ed assumere una colorazione scura. Dopo un paio di ore, la testa si è ridotta ad un terzo delle dimensioni originarie. Terminata questa operazione, si cuce il taglio iniziale e si ridà forma alla testa. Si preparano quindi dei ciottoli roventi. Il primo, più grande, viene fatto roteare all'interno per eliminare i residui di parti molli. Ciò viene fatto fino a raffreddamento del sasso. Si passa quindi ad un ciottolo rovente più piccolo ripetendo l'operazione. Intanto, con un sasso piatto freddo si sfrega la pelle del volto all'esterno modellandola in maniera da conservare i lineamenti. Questo è un procedimento delicato. Si riempie quindi la testa con sabbia rovente e raschiando l'interno per eliminare ogni residuo di parti molli. La testa si sarà ridotta a un quarto delle dimensioni originali. La pelle viene quindi sfregata con carbone di legna per indurirla e darle la colorazione scura tipica. Si ritiene altresì che questo sfregamento con cenere impedisca al muisak, l'anima vendicatrice, di venir fuori dalla testa.
Le tsantsa sono note per il loro prognatismo, la distorsione dei lineamenti del volto e il raggrinzimento delle parti laterali della fronte; si tratta di conseguenze del processo di raggrinzimento.
Tra gli Shuar e gli Achuar, il rimpicciolimento delle teste era seguito da un periodo di festeggiamenti.
Si mandava il guerriero più giovane al villaggio in modo che avvertisse le donne. I guerrieri iniziavano a danzare intorno alle tsantsa, intonando un canto. I primi guerrieri danzavano e cantavano con un'intensità crescente per circa mezz'ora. Poi venivano sostituiti da altri. In un secondo momento alla danza e al canto si univano anche le donne.

## Significato

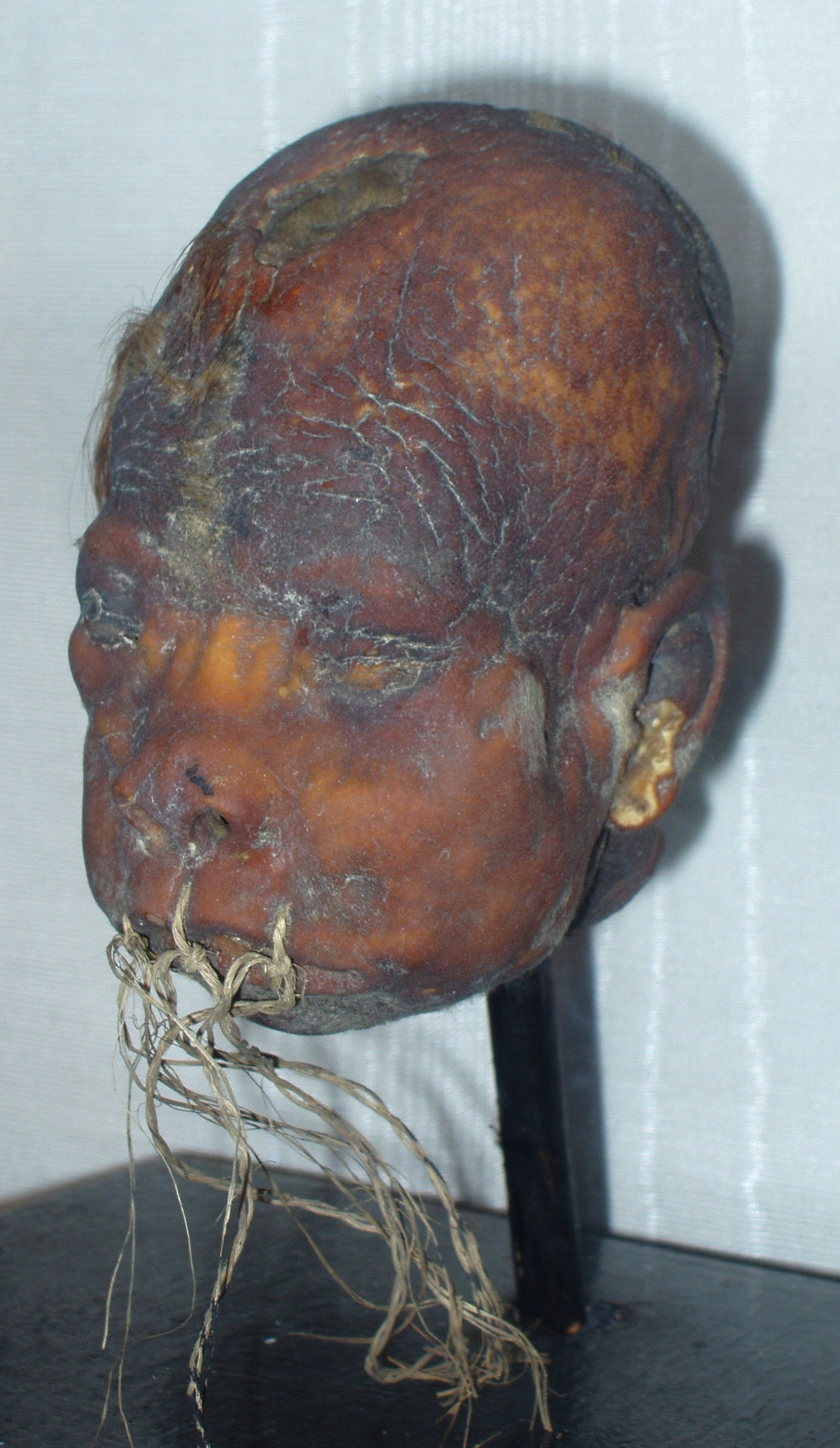
Tsantsa in mostra presso il Lightner Museum di St. Augustine, Florida.

La pratica della preparazione delle tsantsa aveva inizialmente un valore religioso; si riteneva che il rimpicciolimento della testa di un nemico potesse imprigionarne lo spirito, costringendolo a servire il cacciatore di teste. Serviva anche ad impedire che lo spirito del morto potesse vendicare la sua morte.
Gli Shuar credevano nell'esistenza di tre spiriti fondamentali: 
- Wakani - innati negli umani e dunque capaci di sopravvivere alla loro morte.
- Arutam - letteralmente "visione" o "potere", protegge gli umani dalla morte violenta.
- Muisak - spirito vendicativo, che viene evocato quando la persona portatrice dell'arutam viene assassinata.

Per impedire a quest'ultimo spirito di usare i suoi poteri, si tagliava la testa del nemico sottoponendola poi al processo di rimpicciolimento. Il processo serviva anche come monito al nemico. Nonostante tutto, il possessore della tsantsa non la conservava a lungo. Molte teste venivano poi utilizzate nel corso di cerimonie e feste religiose che celebravano le vittorie della tribù. Non è chiaro se queste teste venissero buttate via o conservate.

## Commercio delle tsantsa

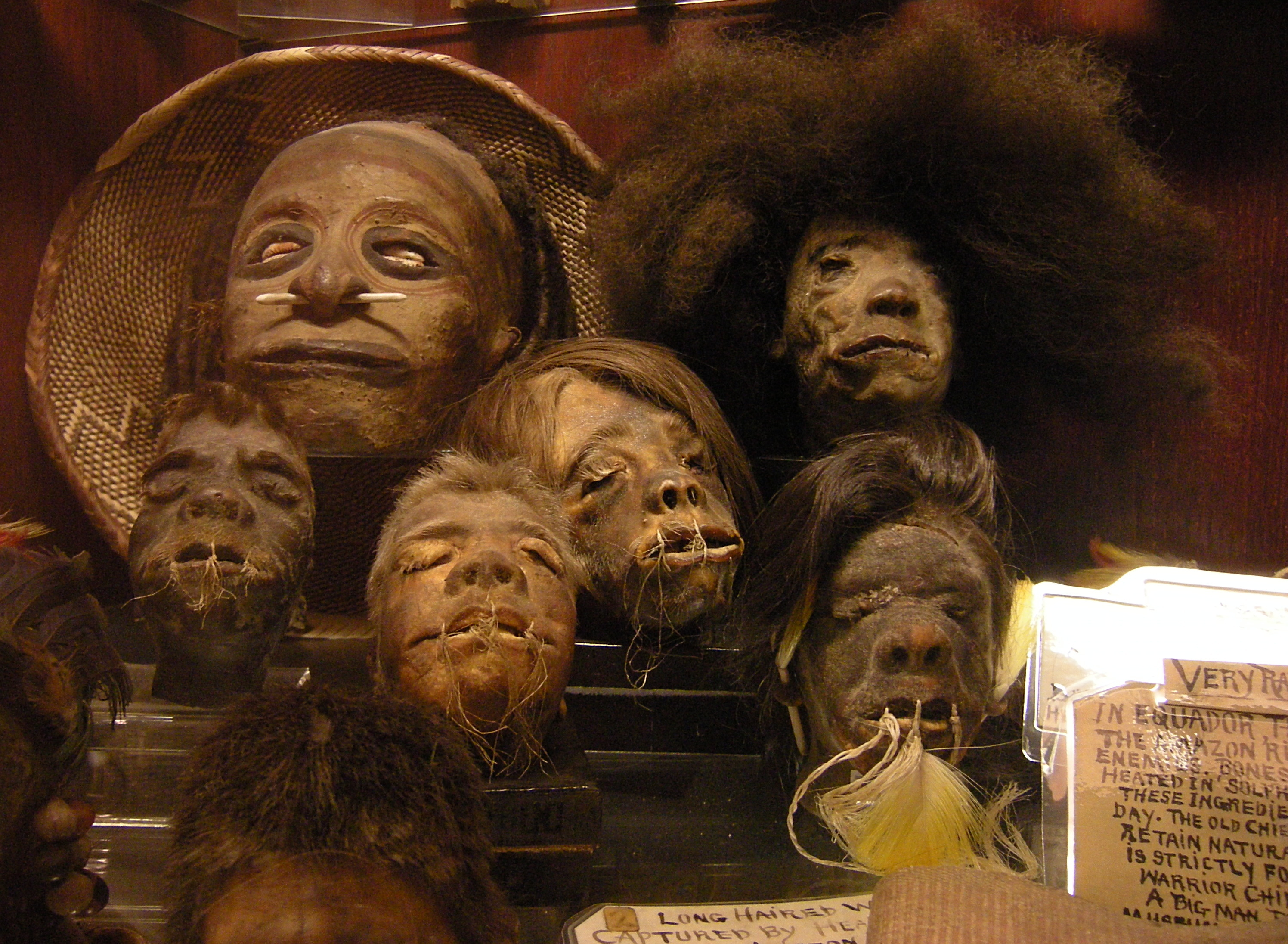
Tsantsa appartenenti alla collezione Ye Olde Curiosity Shop a Seattle

Inizialmente, restrizioni di ordine culturale mostravano come le morti da conflitti tradizionali fossero relativamente rare e poche teste venissero sottoposte al processo di rimpicciolimento. Quando gli occidentali cominciarono a far lievitare la richiesta di tsantsa, tuttavia, si verificò un brusco incremento delle uccisioni nel tentativo di soddisfare la richiesta di tsantsa da parte di turisti e collezionisti.
Normalmente in cambio delle tsantsa gli Shuar chiedevano armi da fuoco: un'arma in cambio di una testa. Ma le armi non erano le sole merci di scambio; durante gli anni trenta del XX secolo, quando le teste venivano liberamente scambiate. Ciò ebbe fine quando i governi peruviano ed ecuadoriano fecero uno sforzo comune e dichiararono il traffico di teste fuorilegge.
Incoraggiati da questo commercio, già dal 1870, popolazioni in Colombia, Panama ed Ecuador, senza alcun rapporto con i Jívaros,  iniziarono a realizzare false tsantsa. Venivano usati cadaveri prelevati dagli obitori, o teste di scimmia o di bradipo. Alcuni usavano anche pelli di capra. Kate Duncan scrisse nel 2001 che "si ritiene che circa l'80% delle tsantsa che si trovano nei musei o in mano a privati siano false," comprese tutte quelle femminili o quelle comprendenti il busto oltre alla testa.
Thor Heyerdahl racconta nel suo libro Kon-Tiki (1947) i grossi problemi nel penetrare nelle regioni Jívaro (Shuar) dell'Ecuador per ottenere legno di balsa per la sua zattera. Le popolazioni locali rifiutarono di guidare la sua squadra nella giungla poiché temevano di essere uccisi e che le proprie teste venissero rimpicciolite.
Dal 1940, è divenuto illegale importare tsantsa negli USA. Nel 1999, il National Museum of the American Indian restituì le tsantsa delle proprie collezioni al governo ecuadoriano. Anche la maggior parte degli altri Paesi ha messo fuorilegge questo commercio. Attualmente, copie di tsantsa vengono prodotte come curiosità per i turisti. Vengono realizzate in pelle o pelli animali modellate per assomigliare agli originali.

## Le tsantsa nella cultura di massa

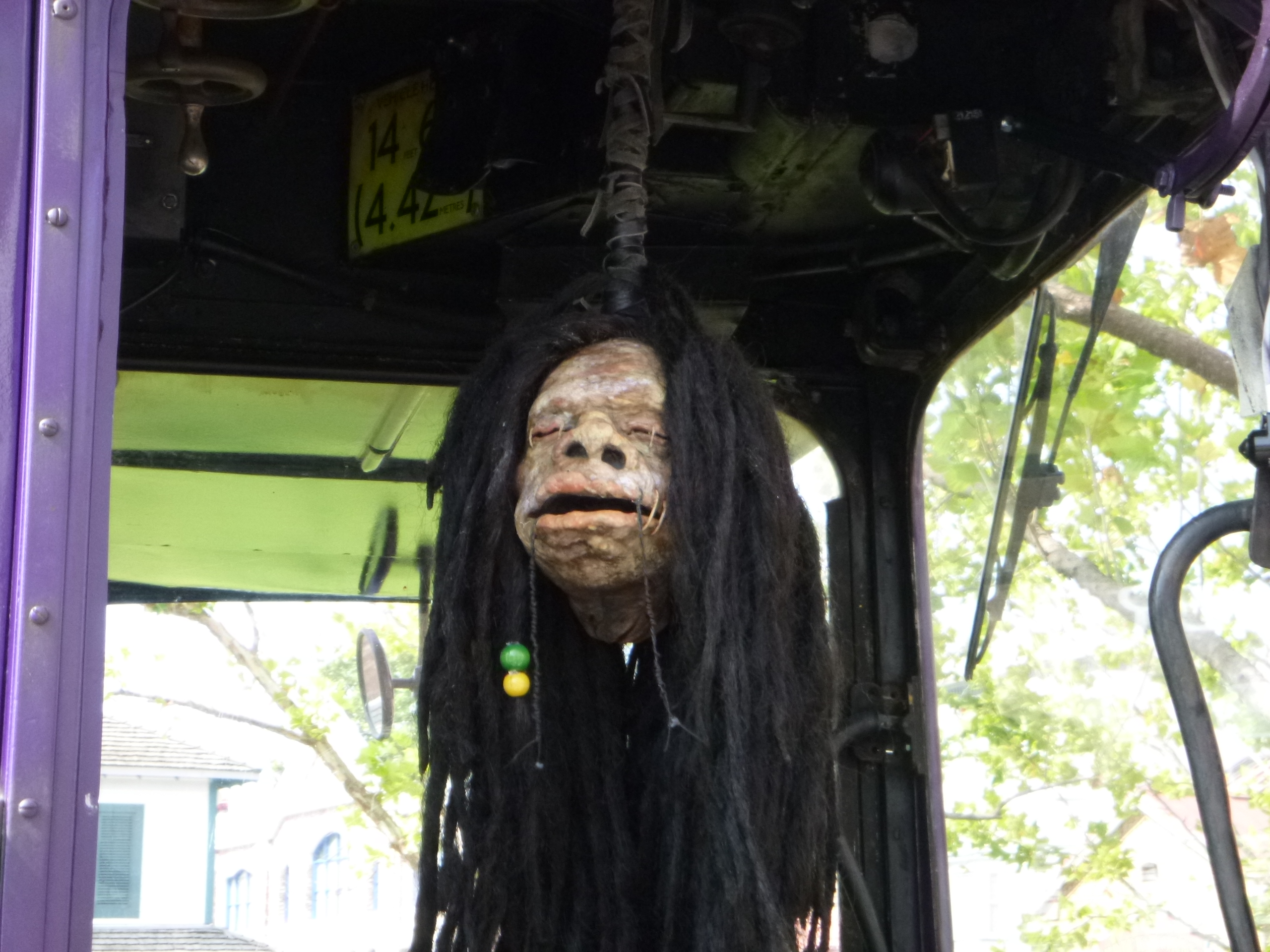
La tsantsa del Nottetempo, esposta al The Wizarding World of Harry Potter (Universal Orlando Resort)

- In Moby Dick, Queequeg fa dono a Ismaele di una tsantsa come pegno di amicizia.
- In L'orecchio rotto, Tintin viene minacciato da un guerriero Jivaro che potrebbe rimpicciolire la sua testa.
- Nel film Cannibal Holocaust il reporter Alan Yates, ad un certo punto, mostra di fronte alla cinepresa la tsantsa di uno yanomamö appartenuta agli yacumo.
- Nel film Teste rimpicciolite uno stregone vudù fa rivivere tre ragazzini uccisi brutalmente, tramite le loro teste in forma di tsanstsa, per permettergli di vendicarsi dei responsabili della loro morte.
- Nel film La mummia - Il ritorno, Jonathan Carnahan nota una struttura di legno coperta di tsantsa e dice, "Ehi, ragazzi, guardate qui: teste rimpicciolite. Mi piacerebbe sapere come le fanno."
- Nel film Harry Potter e la camera dei segreti, quando Harry arriva per sbaglio nel negozio di Magie Sinister, in una vetrina sono esposte delle particolari tsantsa senza capelli.
- Nel film Harry Potter e il prigioniero di Azkaban, l'autista dell'autobus Nottetempo ha una tsantsa parlante (la cui voce originale è di Lenny Henry) e nel bar della signora Rosmerta Ron e Hermione vengono intimiditi da alcune tsantsa.
- Nel film Pirati dei Caraibi - Ai confini del mondo, Jack Sparrow chiede, "Come sta la mamma?"  In risposta, il Capitano Teague solleva una tsantsa davanti alla quale Jack Sparrow reagisce dicendo, "Quanto sta bene."
- Nel film La principessa e il ranocchio durante il numero musicale de gli amici nell'aldilà l'Uomo Ombra (il Dr. Facilier) rivela al principe Naveen che anche lui è un reale "da parte di mamma!" e mentre lo dice, tira fuori una tsantsa con una piccola coroncina sul capo.
- A conclusione del film Beetlejuice, Betelgeuse che siede nella sala d'aspetto, fa incautamente arrabbiare uno stregone che gli rimpicciolisce la testa. Nella stessa sala vi è presente lo spettro di un cacciatore vestito da safari che ha la testa rimpicciolita come le classiche tsantsa, solo che anziché avere le orbite cucite ha ancora dentro gli occhi, simili a due biglie.
- Nel film Natura contro, all'inizio, vi è un servizio dove vengono mostrate delle tsantsa sottovetro.
- Nel film di Scooby-Doo Spooky Island
- Nel film Nightmare Before Christmas, un ragazzo riceve un dono da Jack Skeletron vestito da Babbo Natale. Sua madre chiede, "E a te cosa ha portato Babbo Natale, caro?"  Il ragazzo apre il suo regalo trovandovi una tsantsa.
- Nel film Indiana Jones e il tempio maledetto, Mola Ram indossa un copricapo con una tsantsa.
- Nel film Hotel Transylvania delle tsantsa parlanti sono appese ai pomelli delle porte di ogni camera dell'hotel gestito dal Conte Dracula.
- Nel libro Una testa di mummia per me della collana Piccoli Brividi il protagonista si imbatte in una tsantsa dai poteri magici.
- Nel gioco Il Segreto di Monkey Island, la testa del navigatore viene rimpicciolita e mantenuta in vita. La testa animata serve come ausilio alla navigazione.
- Il gioco per computer Diablo II: Lord of Destruction mostra tsantsa come oggetti classe-specifici e possono essere trasportati da negromanti.
- In un episodio del fumetto Mister No, il protagonista viene assunto da un antiquario per procurare delle tsantsa destinate a dei collezionisti privati.
- Nel gioco Assassin's Creed Brotherhood, la tsantsa è un oggetto da trovare per sbloccare oggetti come armature e svolgere le relative missioni mercantili.
- Nel luglio del 1981 esce in edicola un fumetto di Zagor intitolato I tagliatori di teste, dove con una buona dovizia di particolari viene spiegato come e perché vengono realizzate le tsantsa.
- Sono presenti in un episodio de La paura fa novanta XI-XX de I Simpson.
- In BitefightBitefight uno dei totem che è possibile ottenere dai PG inattivi è la testa rimpicciolita.
- Nel racconto Mister Taylor dello scrittore guatemalteco Augusto Monterroso si narra del traffico in Occidente di teste rimpicciolite.
- Nell'episodio Intrighi inspiegabili della serie tv Colombo, il colonnello Brailie mostra al tenente Colombo una tsantsa dell'Ecuador conservata in una teca di vetro.
- Nell’episodio “Cacciatori di Teste” della serie a fumetti argentina “Bull Rockett” del duo Héctor Oesterheld e Francisco Solano López vengono illustrati in modo dettagliato la procedura e il significato simbolico della realizzazione di una Tsantsa da parte degli indigeni Mamangosas.
- Nel film Birds of Prey e la fantasmagorica rinascita di Harley Quinn, Roman Sionis fa vedere la sua collezione di tsantsa a Dinah Lance.
- Le tsansa sono citate nel romanzo Homer e Langley di E. L. Doctorow.